# Базиліка Косми і Даміана

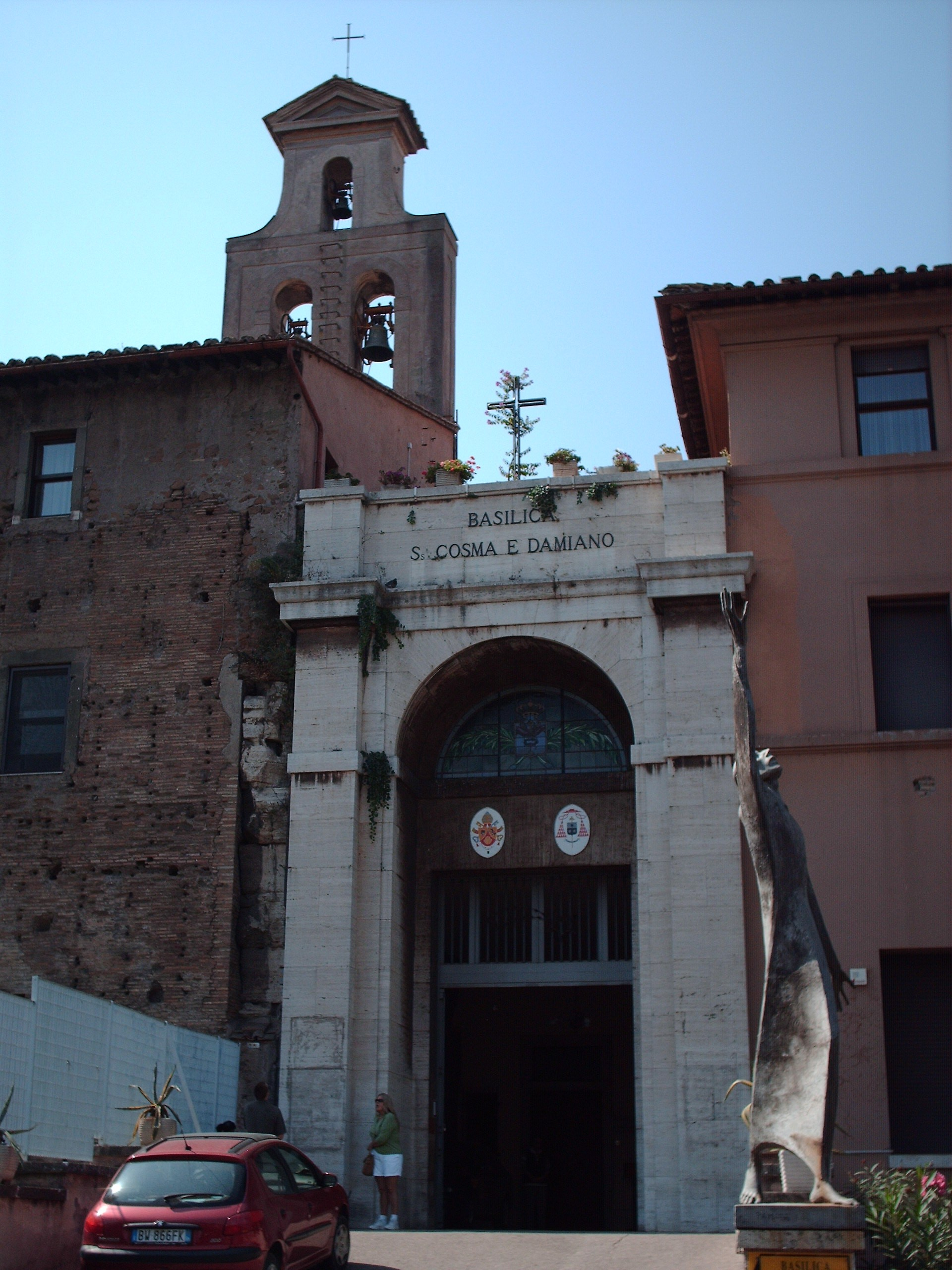
Церква Кузьми і Дем'яна

Базиліка святих Косми і Даміана  (італ. Basilica dei Santi Cosma e Damiano) — стародавня християнська церква, базиліка у Римі, на форумі Веспасіана. Названа на честь святих Косми і Даміана.

## Історія
Кругова будівля біля входу на Форум, була побудована на початку IV століття як римський храм, який, як вважають, був присвячений Валерію Ромулу, обожнюваному синові імператора Максенція. Головною будівлею була, можливо, бібліотека імперського форуму.
Після того, як готський король Теодоріх у 527 році подарував папі Феліксу IV бібліотеку на Форумі з язичницьким храмом Ромула, папа розпорядився об'єднати обидві будівлі і на противагу культу Кастора і Поллукса, що процвітав в цій частині Риму, освятив храм в пам'ять грецьких братів-мучеників Косми і Даміана. У 1632 папа Урбан VIII наполіг на тому, щоб рівень підлоги був піднятий на сім метрів. Під час реставраційних робіт у 1947 році вчені прийшли до висновку, що храм Ромула, побудований за правління Максенція — найбільше збережене язичницьке святилище на території Риму, поряд з Пантеоном.
Ще у VIII столітті до н. е. на цьому місці існував примітивний храм Юпітера, один з найбільш ранніх у Римі.

## Титулярна церква
Церква Косми і Даміана є титулярною дияконією, кардиналом-дияконом з титулом дияконії Святих Косми і Даміана та кардиналом-священиком з титулом церкви.
- Джованні Келі, кардинал-диякон з 21 лютого 1998 по 1 березня 2008 року, пізніше кардинал-священик з 1 березня 2008 року по 8 лютого 2013 року.
- Беньяміно Стелла, кардинал-диякон з 22 лютого 2014 по 1 травня 2020 року.
- Жан-Марк Авелін, кардинал-диякон з 28 листопада 2020 року.